# Malikí

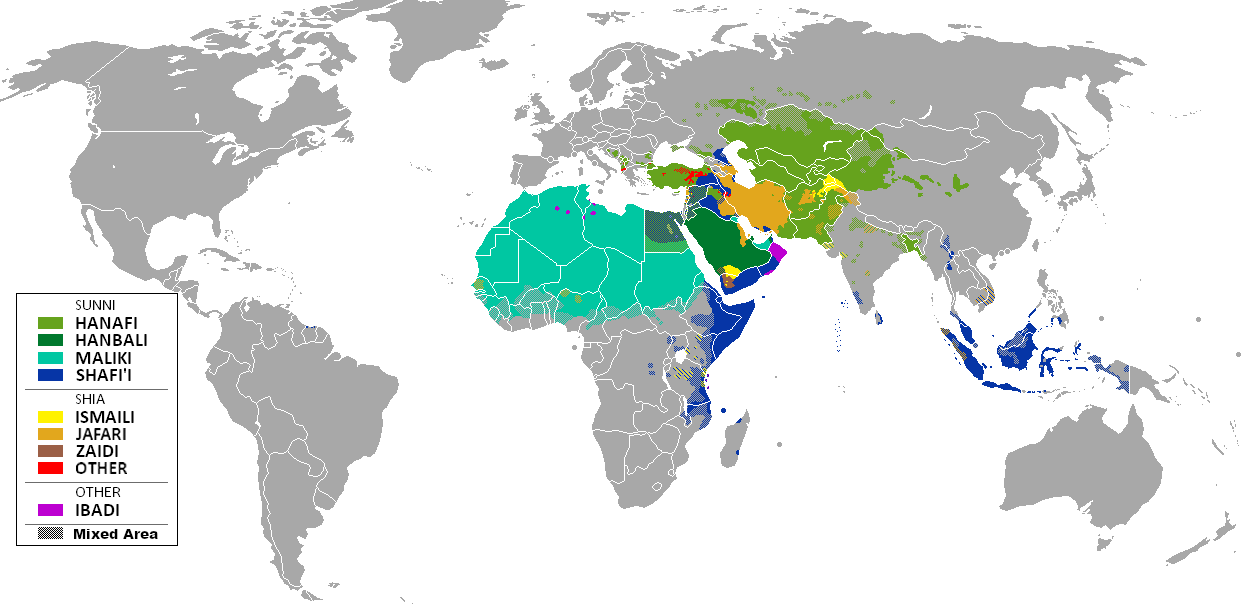
Mapa de la distribución de las Madhab, en azul claro, la escuela malikí.

El Madhab malikí (en árabe: مالكي‎), o Malikismo, es uno de los cuatro Madhab, escuelas de derecho y jurisprudencia islámica (fiqh) que existen dentro del Islam suní.
El malikismo es ante todo la escuela de jurisprudencia representante de la tradición de la ciudad de Medina. Es conocida por incluir la práctica de los eruditos de Medina (amal ahl ul-Medina, en árabe: عمل أهل المدينة‎) como parte de su metodología (usul al-fiqh en árabe: أصول الفقه‎). Diez mil compañeros del profeta Mahoma vivieron y murieron en Medina y el imán Málik aprendió de sus alumnos.
Esta escuela es predominante en el Sahara Occidental, Mauritania, Marruecos, Túnez, Argelia, Libia, Kuwait, Baréin y Emiratos Árabes Unidos; tiene presencia, junto a la escuela Shafi'í en el resto de países musulmanes de África central.

## Historia
Esta Madhab fue fundada por Malik ibn Anas, muerto en 795, el Imán en Medina, Faqih de la Umma y líder de Ahl Al-Hadiz.
La escuela malikí es la segunda más antigua de las cuatro escuelas suníes, se funda a propuesta del califa al-Mansur y pretende unificar las diferentes prácticas jurídicas en el islam de la época en una sola, a partir de este momento, se extiende desde Medina hacia el oeste, siendo predominante en el norte de África y en la Europa islámica de la época.
Históricamente fue la escuela más extendida en la España Islámica, conocida como Al-Ándalus, debido en parte a la situación geográfica en la cual los musulmanes andalusíes debían pasar por Medina en su camino a la peregrinación y por otro lado al carácter sencillo del malikismo afín al espíritu de vida tanto de beduinos como de andalusíes.
En el periodo otomano, los juristas hanafíes turcos ganaron importancia dentro del imperio, sin embargo, el norte de África va a permanecer fiel a la escuela malikí, así como áreas aisladas de Arabia Saudita.

## Enfoque normativo
La diferencia fundamental entre las escuelas se basa en las fuentes del derecho que utilizan; las cuatro escuelas utilizan el Corán, la sunna así como el consenso de los expertos (ijma) y las analogías (qiyas), sin embargo los malikíes utilizan además las prácticas seguidas por los habitantes de Medina como fuentes de jurisprudencia (fiqh).
Además de usar el Corán, esta escuela se basa en la Sunna y el derecho consuetudinario de Medina, admite que se modifiquen las tradiciones si se oponen al bien público (maslaba), utilizando el razonamiento (istislah). Esta escuela acepta, pero sin llegar al extremo al que llegan los hanafíes, la fuente racional del ra'y, recurriendo eventualmente a costumbres extraislámicas ('urf). Admite además el consenso de los doctores de Medina y de los de cada época, aparte de la deducción analógica.
El modo de vida de los habitantes de Medina se contempla como una sunna importante, ya que es allí donde se refugiaron los seguidores de Mahoma.
Otra característica del enfoque malikí es su flexibilidad, las normas se ajustan a las diferentes situaciones de cada país, es por eso que se aplica con éxito en tantos países diferentes.